# 奥梅罗·博诺利
奥梅罗·博诺利（義大利語：Omero Bonoli，1909年9月17日—1934年3月），生于拉文納，意大利前男子竞技体操运动员。他曾代表意大利获得1932年夏季奥运会体操比赛男子鞍马银牌。